# Kristen Santos-Griswold
Kristen Santos, che gareggia come Santos-Griswold da quando si è sposata (Fairfield, 2 novembre 1994), è una pattinatrice di short track statunitense.

## Carriera
Nata a Fairfield nel Connecticut negli Stati Uniti d'America. Ha iniziato a praticare pattinaggio artistico all'età di tre anni, ed il pattinaggio di velocità a nove anni quando ha visto la pubblicità di questo sport su Disney Channel. Ha giocato anche a calcio fino alla fine del liceo. È vegetariana dalla nascita.
Ha partecipato ai Giochi olimpici invernali di Pechino 2022, in cui è giunta 4ª nei 1000 m, 9° nei 1500 m, mentre è stata squalificata nei quarti dei 500 m, nella finale B della staffetta 3000 m e nella semifinale della staffetta mista 2000 m.
Ai Mondiali 2024 a Rotterdam vince 5 medaglie: la medaglia d'oro nei 1000 m, quella d'argento nei 1500 m e nella staffetta 3000 m e quella di bronzo nei 500 m e nella staffetta mista 2000 m.
Ha vinto la Coppa del Mondo di short track nel 2025.

## Palmarès

### Mondiali
- 5 medaglia:
  - 1 oro (1000 m a Rotterdam 2024).
  - 2 argenti (1500 m a Rotterdam 2024; staffetta 3000 m a Rotterdam 2024).
  - 2 bronzi (500 m a Rotterdam 2024; staffetta mista 2000 m a Rotterdam 2024).

### Coppa del Mondo
- Vincitrice della classifica generale della coppa del mondo nel 2025[4]
- Vincitrice della coppa del mondo dei 1000 m nel 2024
- Vincitrice della coppa del mondo dei 500 m nel 2025